# Ronald Braus
Ronald Braus (Rovinj, 1973.) je hrvatski operni pjevač, bariton.  

## Životopis
Ronald Braus rođen je 1973. u Rovinju.  Poslije završenoga glazbenog obrazovanja u rodnome gradu i Puli studirao je pjevanje kod profesorice Renate Šeringer u Zagrebu. Na Muzičkoj akademiji u Zagrebu je 2001. diplomirao solopjevanje u klasi Dunje Vejzović. Usavršavao se kod uglednih profesora i opernih solista poput Katie Ricciarelli, Ferdinanda Radovana i Cynthie Hansell-Bakić. Debitirao je 1998. na otvorenju Zagrebačkoga ljetnoga festivala ulogom Ptolomeja u operi  Julije Cezar Georga Friedricha Händela. Od 1998. do 2020. bio je dirigent mješovitog pjevačkog zbora crkve sv. Blaža u Zagrebu.
Do danas je kao solist surađivao s mnogim kazališnim i producentskim kućama, te nastupao na brojnim festivalima u Hrvatskoj i u inozemstvu, primjerice u Sloveniji, Italiji, Švicarskoj, Austriji i Bosni i Hercegovini. Umjetnički je ravnatelj festival Rovinj art & more...u Rovinju od 2019. godine.
U prosincu 2005. objavljen mu je i prvi nosač zvuka, a 2006. je u Zagrebu utemeljio Operu b.b., prvu hrvatsku putujuću opernu trupu kojoj je i danas umjetnički ravnatelj. Od 1997 nastupa na Festivalu kajkavske popevke u Krapini.
Član je Hrvatskoga društva glazbenih umjetnika i Hrvatske zajednice samostalnih umjetnika. 
Godine 2018. nominiran je za Nagradu hrvatskog glumišta u kategoriji: najbolje umjetničko ostvarenje u opereti ili mjuziklu za ulogu Danila u opereti Vesela udovica.  Iste godine nagrađen je uz kolegice Petru Blašlović i Radu Mrkšić za najbolje glumačko ostvarenje u predstavi Sluškinje u produkciji INK na festivalu Zlatni lav u Umagu.

## Vanjske poveznice
- / Ronald Braus (životopis)  Arhivirana inačica izvorne stranice od 4. studenoga 2013. (Wayback Machine)
- kulturistra.hr / Ronald Braus i gosti – koncert u Rovinju (kratki životopis)
- nacional.hr – Prva hrvatska putujuća opera  Arhivirana inačica izvorne stranice od 16. lipnja 2009. (Wayback Machine)